# Maredudd ab Owain ab Edwin
Maredudd ab Owain ab Edwin (? – 1072) va ser un príncep de Deheubarth que visqué al segle xi.
Maredudd (o també Maredydd) va ser fill d'Owain ab Edwin, i pertanyia a la línia successòria del gran rei gal·lès Hywel Dda. El regne havia estat arrabassat a la família per Gruffydd ap Llywelyn, que uní gairebé tot Gal·les sota el seu tron, però en la mort de Gruffydd el 1063, Maredudd en reclamà Deheubarth per al llinatge original.
Durant el seu regnat, començà la conquesta normanda del sud-est de Gal·les. Després d'uns quants intents d'aturar-la, Maredydd decidí de no resistir-se a la invasió normanda de Gwent, i fou compensat amb terres a Anglaterra en l'any 1070. Dos anys més tard, morí en una batalla a les ribes del Rhymni, i el succeí el seu germà, Rhys. El seu fill, Gruffydd ap Maredudd, que visqué en les terres angleses de son pare, moriria posteriorment quan intentava recuperar el regne patern de mans de Rhys ap Tewdwr.